# 波戸岡景太
波戸岡 景太（はとおか けいた、1977年〈昭和52年〉 - ）は、日本のアメリカ文学者。慶応義塾大学博士（文学）。専門はトマス・ピンチョンを中心とした現代アメリカ文学、日米比較文化論。自身の博士論文を書籍化した『ピンチョンの動物園』が評価されている。また、映画のノベライゼーションなどのアダプテーション研究でも実績がある。明治大学大学院理工学研究科 建築・都市学専攻 総合芸術系 教授を経て、現在は法政大学文学部教授。

## 略歴
神奈川県出身。千葉大学卒業、慶應義塾大学大学院文学研究科博士後期課程修了。明治大学理工学部講師、准教授、教授、日本英文学会関東支部編集委員、ASLE-Japan / 文学・環境学会評議員などを歴任。

## 著書
- 『オープンスペース・アメリカ 荒野から始まる環境表象文化論』（左右社） 2009 ISBN 9784903500201
- 『ピンチョンの動物園』（水声社、エコクリティシズム・コレクション） 2011 ISBN 9784891768447
- 『コンテンツ批評に未来はあるか』（水声社） 2011 ISBN 9784891768829
- 『動物とは「誰」か? - 文学・詩学・社会学との対話』（水声社、エコクリティシズム・コレクション） 2013 ISBN 9784891769079
- 『ラノベのなかの現代日本 ポップ / ぼっち / ノスタルジア』（講談社、講談社現代新書2213） 2013 ISBN 9784062882132
- 『ロケットの正午を待っている』（港の人） 2016 ISBN 9784896293135
- 『映画原作派のためのアダプテーション入門 :フィッツジェラルドからピンチョンまで 』（彩流社、フィギュール彩97） 2017 ISBN 9784779170997
- 『教師の悩みは、すべて小説に書いてある: 『坊っちゃん』から『告白』までの文学案内』（小鳥遊書房） 2019 ISBN 9784909812148
- 『映画ノベライゼーションの世界: スクリーンから小説へ』（小鳥遊書房） 2020 ISBN 9784909812261
- 『Thomas Pynchon's Animal Tales: Fables for Ecocriticism』（Lexington Books） 2022 ISBN 9781793655875

## 翻訳
- 『ミラーさんとピンチョンさん』（レオポルト・マウラー、水声社） 2013 ISBN 9784891769642
- 『総統はヒップスター』（ジェイムズ・カー・アルチャナ・クマール、共和国） 2014 ISBN 9784907986025

## 共著・分担執筆

### 共著
- 『混成世界のポルトラーノ』（左右社） 2011 ISBN 9784903500690。[注 1]

### 分担執筆
- 「ツーリストの論理 - 学び、地図、強制収容所跡」（麻生享志, 木原善彦編著、彩流社、現代作家ガイド7『トマス・ピンチョン』） 2014 ISBN 9784779120039。[12][注 2]
- 「選ばれし書物の壊し方」20世紀文学研究会編『読書空間、または記憶の舞台』（風濤社） 2017 ISBN 9784892194313
- 『アメリカ文学入門』（諏訪部浩一編、三修社） 2013 ISBN 9784384057485。[注 3]
- 『学習する社会の明日』（佐藤卓己編、岩波書店、岩波講座現代8） 2016 ISBN 9784000113885。[注 4]
- 「第18章 エコクリティシズム」（小倉孝誠編、世界思想社、『批評理論を学ぶ人のために』） 2023 ISBN 9784790717768。

### 翻訳
- 『ラディカルな意志のスタイルズ 完全版』（スーザン・ソンタグ、管啓次郎共訳、河出書房新社） 2018 ISBN 9784309207629。

## その他著作

### 学位論文
- 『A menagerie of representations : Thomas Pynchon's place between postmodernism and ecocriticism』（慶應義塾大学〈博士学位論文（甲第2877号）） 2008年2月、NAID 500000434688。[注 5]

### 論文など
- 「犬たちの沈黙 - Mason & Dixonにおける表象の可能性」『アメリカ文学研究』（第41巻） 2005 53-69頁。
- 「動物たちの困惑 - トマス・ピンチョンのポストモダン・エコロジー」『アメリカ研究』（第41号） 2007 93-112頁。
- 「カエルとカタツムリ - "Franny"(1955)とMargaret A. Salingerのメモワール」『英文学研究』（支部統合号、第4号） 2012年） 201-208頁。